# Anacharsis Combes
Anacharsis Combes (1797-1877) est un écrivain, historien et ancien avocat tarnais.

## Biographie
Né place Soult à Castres, le 30 octobre 1797, Anacharsis Combes fait partie de la bourgeoisie castraise, grâce à son père, enrichi dans le commerce du grain. Après de grandes études à l'abbaye-école de Sorèze (1812 - 1815), puis à Toulouse et Paris, il devient avocat dans sa ville natale, poste qu'il occupe de 1821 à 1833.
Néanmoins, vite lassé de ce métier, il se tourne vers divers autres domaines, comme l'agriculture, en tant que cofondateur du comice agricole de Castres et membre de la chambre d'agriculture de la ville. Il apprécie aussi la culture, et est par ailleurs nommé conservateur de la bibliothèque municipale et du musée Goya. Républicain modéré, à une époque où la royauté règne en France, il s'intéresse à la politique, et devient conseiller municipal de Castres, entre 1830 et 1831, puis de Labruguière, en 1848. De même, il fonde la Société littéraire et scientifique de Castres, le 26 novembre 1856, en collaboration avec David-Maurice de Barrau de Muratel, qui en est mécène et propriétaire.
Grand littéraire, admirateur de Lamartine, Anacharsis Combes écrit énormément, et on lui doit une soixantaine d'ouvrages, ainsi qu'un grand nombre d'articles ou de carnets de note, souvent dirigé sur l'histoire de Castres et des environs. Il rédige par exemple sur le maréchal Soult, grand militaire originaire du Tarn, ou sur l'agitation monarchiste qui s'est emparée de Castres sous la Terreur. Il faisait alors partie du courant du Saint-Simonisme. Il meurt finalement le 16 mai 1877, à l'âge de 79 ans, à Castres.